# Кроталярия ситниковая
Кроталя́рия си́тниковая (лат. Crotalária júncea) — травянистое растение, вид рода Кроталярия (Crotalaria) семейства Бобовые (Fabaceae).
Одна из древнейших лубяных культур, в диком виде растение неизвестно. Выращивается в тропических регионах по всему миру.

## Ботаническое описание
Однолетнее травянистое растение, образующее множество прямостоячих стеблей 1—3(4) м высотой, цилиндрических, ребристых, до 2 см толщиной, покрытых опушением. Листья простые, очерёдные, линейно-эллиптические до продолговатых, ярко-зелёные, обычно с острой верхушкой, 4—12(15) см длиной и 0,5—3 см шириной, сверху с редким прижатым опушением, снизу более густо опушённые. Прилистники шиловидные, до 3 мм длиной, вскоре опадающие. Черешок около 5 мм длиной.
Соцветие — рыхлая верхушечная кисть 15—25(30) см длиной, состоящая из 10—20 цветков. Прицветники мелкие, линейные. Цветоножки 3—5 мм длиной. Венчик ярко-жёлтый до тёмно-жёлтого; флаг прямостоячий, почти округлый до продолговатого, 2—2,5 см шириной, иногда с красноватыми прожилками; крылья немного короче лодочки; лодочка тупо изогнутая, около 1 см длиной. Чашечка пятилопастная, лопасти её острые, опушённые, до 2 см длиной. Тычинки в числе 10, свободные почти до основания, 5 из них более длинные, чем 5 других.
Плоды — опушённые вздуто-цилиндрические бобы 2,5—4(6) см длиной, с коротким носиком, при созревании светло-коричневые, с 6—12 сердцевидными семенами 4—6 мм в диаметре, окрашенными в серо-оливковые, тёмно-серые, тёмно-коричневые тона до почти чёрных.

## Распространение
Дикие популяции кроталярии ситниковой в настоящее время неизвестны. Предполагаемая родина растения — Южная Азия: Индия, Бангладеш, Бутан.
В Европу растение было привезено в 1791 году. В настоящее время культивируется в Африке от Туниса до Южной Африки. Часто сбегает из культивации, встречаясь на рудеральных местообитаниях.

## Значение
Семена, а также высушенная зелёная масса кроталярии используются на корм скоту. В свежем виде растения не поедаются.
Культивируется в тропических (реже — в субтропических и степных) регионах как лубяная культура, наиболее массово — в Индии, Бангладеш, Китае, Бразилии, менее значительные площади посевов во Вьетнаме, Пакистане, Корее, Румынии, на юге России. Имеются свидетельства о культивировании кроталярии в Индии для производства волокна в VI веке до н. э. Волокно из кроталярии используется для производства верёвок, канатов, бумаги, мешков, подошв, а также ковров, тканей.
Содержит пирролизидиновые алкалоиды, вследствие чего может использоваться в качества корма для скота только ограниченно.

## Таксономия

### Синонимы
- Crotalaria benghalensis Lam., 1786
- Crotalaria fenestrata Sims, 1817
- Crotalaria porrecta Wall., 1831, nom. inval.
- Crotalaria tenuifolia Roxb., 1832
- Crotalaria viminea Wall., 1831, nom. inval.